# Drzeworyżak
Drzeworyżak (Oecomys) – rodzaj ssaków z podrodziny bawełniaków (Sigmodontinae) w obrębie rodziny chomikowatych (Cricetidae).

## Zasięg występowania
Rodzaj obejmuje gatunki występujące w Ameryce Środkowej i Południowej.

## Morfologia
Długość ciała (bez ogona) 71–170 mm, długość ogona 80–184 mm, długość ucha 10–24 mm, długość tylnej stopy 19–31 mm; masa ciała 12–104 g.

## Systematyka
Rodzaj (w randze podrodzaju w obrębie Oryzomys) zdefiniował w 1906 roku angielski zoolog Oldfield Thomas w artykule poświęconym południowoamerykańskim gryzoniom opublikowanym na łamach The Annals and magazine of natural history. Na gatunek typowy Thomas wyznaczył (oryginalne oznaczenie) drzeworyżaka dwubarwnego (O. bicolor).

### Etymologia
Oecomys: gr. οικος oikos ‘dom’; μυς mus, μυος muos ‘mysz’.

### Podział systematyczny
Do rodzaju należą następujące gatunki:
| Grafika | Gatunek                | Autor i rok opisu                                                                  | Nazwa zwyczajowa        | Podgatunki         | Rozmieszczenie geograficzne | Podstawowe wymiary                               | Status IUCN |
| ------- | ---------------------- | ---------------------------------------------------------------------------------- | ----------------------- | ------------------ | --- | ------------------------------------------------ | ----------- |
|         | Oecomys bicolor        | (Tomes, 1860)                                                                      | drzeworyżak dwubarwny   | gatunek monotypowy | wschodnia Panama, zachodnia Kolumbia i zachodni Ekwador, Wenezuela i region Gujana przez Nizinę Amazonki do Boliwii i środkowej Brazylii                                            | DC: 9,4–10,7 cm DO: 9,9–11,9 cm MC: 25–37 g      | LC          |
|         | Oecomys nanus          | Voss, Fleck & Giarla, 2024                                                         |                         | gatunek monotypowy | Peru i Brazylia | DC: 7,5–10 cm DO: 9,2–11,4 cm MC: 18–30 g        | NE          |
|         | Oecomys jamari         | Saldanha, Semedo, de Mendonça, Lima-Silva, Messias, Sampaio, Brandão & Rossi, 2023 |                         | gatunek monotypowy | zachodnia i północno-wschodnia Brazylia (Pará i Rondônia) | DC: 8,6–10,3 cm DO: 9,2–14,3 cm MC: 26–43 g      | NE          |
|         | Oecomys flavicans      | (O. Thomas, 1894)                                                                  | drzeworyżak żółty       | gatunek monotypowy | północna i wschodnia Kolumbia i północna Wenezuela (być może na wschód od Delta Amacuro)                                                                                            | DC: 10,6–14 cm DO: 13,2–15 cm MC: 50–70 g        | LC          |
|         | Oecomys speciosus      | (J.A. Allen & F.M. Chapman, 1893)                                                  | drzeworyżak okazały     | gatunek monotypowy | skrajnie północno-wschodnia Kolumbia, północna Wenezuela oraz Trynidad i Tobago (Trynidad)                                                                                          | DC: 10,7–12,7 cm DO: 12,6–15 cm MC: 30–50 g      | LC          |
|         | Oecomys trinitatis     | (J.A. Allen & F.M. Chapman, 1893)                                                  | drzeworyżak długowłosy  | gatunek monotypowy | południowo-zachodnia Kostaryka i Panama, na wschód do Trynidadu i Tobago, na południe do północno-wschodniej Boliwii i środkowej Brazylii; dokładne granice zasięgu nieustalone     | DC: 11,7–13,7 cm DO: 13,5–16,5 cm MC: 48–74 g    | LC          |
|         | Oecomys roberti        | (O. Thomas, 1904)                                                                  | drzeworyżak amazoński   | gatunek monotypowy | południowo-wschodnia Kolumbia, wschodnia i południowa Wenezuela, Gujana, Surinam, północna i zachodnio-środkowa Brazylia, wschodnie Peru oraz skrajnie północna i wschodnia Boliwia | DC: 8,2–13,9 cm DO: 10,1–17,1 cm MC: 46–66 g     | LC          |
|         | Oecomys galvez         | Voss, Fleck, & Giarla, 2024                                                        |                         | gatunek monotypowy | Brazylia, Ekwador i Peru | DC: 11,6–15,4 cm DO: 14,6–18,3 cm MC: 41–75 g    | NE          |
|         | Oecomys concolor       | (J.A. Wagner, 1845)                                                                | drzeworyżak jednobarwny | gatunek monotypowy | wschodnia Kolumbia, południowa Wenezuela (południowa część rzeki Orinoko) i północno-zachodnia Brazylia (na północ od rzeki Amazonka)                                               | DC: 11,5–14,1 cm DO: 13,7–16 cm MC: 41–80 g      | LC          |
|         | Oecomys auyantepui     | Tate, 1939                                                                         | drzeworyżak gujański    | gatunek monotypowy | wschodnia Wenezuela, region Gujana i północno-środkowa Brazylia (na północ od rzeki Amazonka)                                                                                       | DC: 10,1–11,2 cm DO: 10,8–12,8 cm MC: 30–48 g    | LC          |
|         | Oecomys rex            | O. Thomas, 1910                                                                    | drzeworyżak królewski   | gatunek monotypowy | wschodnia Wenezuela (Bolívar), region Gujana i północno-środkowa Brazylia (na północ od rzeki Amazonka)                                                                             | DC: 12,1–13,5 cm DO: 14,2–16,8 cm MC: 47–71 g    | LC          |
|         | Oecomys matogrossensis | Saldanha & R.V. Rossi, 2021                                                        |                         | gatunek monotypowy | Brazylia (skrajnie południowo-zachodnia Pará, na południe do południowo-zachodniego Mato Grosso (na wschód od rzeki Xingu), na zachód do Vilheny (Randônia))                        | DC: 8,5–13,5 cm DO: 10,6–16 cm MC: 22–63 g       | NE          |
|         | Oecomys rutilus        | Anthony, 1921                                                                      | drzeworyżak rudy        | gatunek monotypowy | wschodnia Wenezuela (Bolívar), region Gujana i północno-środkowa Brazylia (na północ od rzeki Amazonka)                                                                             | DC: 7,1–11,8 cm DO: 8–12,5 cm MC: 12–34 g        | LC          |
|         | Oecomys paricola       | (O. Thomas, 1904)                                                                  | drzeworyżak brazylijski | gatunek monotypowy | północno-wschodnie Peru (Loreto) i amazońska Brazylia (na południe od rzeki Amazonka); granice zasięgu nieustalone                                                                  | DC: 10,1–11,7 cm DO: 11,7–13,9 cm MC: około 37 g | DD          |
|         | Oecomys superans       | O. Thomas, 1911                                                                    | drzeworyżak większy     | gatunek monotypowy | południowo-środkowa Kolumbia, wschodni Ekwador wschodnie Peru i skrajnie zachodnia Brazylia                                                                                         | DC: 13,5–16,5 cm DO: 15–18,4 cm MC: 66–104 g     | LC          |
|         | Oecomys makampi        | Voss, Fleck & Giarla, 2024                                                         |                         | gatunek monotypowy | Peru | DC: 11,2 cm DO: brak danych cm MC: 39,5 g        | NE          |
|         | Oecomys phaeotis       | (O. Thomas, 1901)                                                                  | drzeworyżak ciemny      | gatunek monotypowy | wschodnie zbocza Andów w północno-wschodnim Peru do środkowej Boliwii; granice zasięgu nieustalone                                                                                  | DC: 10,2–11,8 cm DO: 10,7–12,3 cm MC: 43–54 g    | LC          |
|         | Oecomys mamorae        | (O. Thomas, 1906)                                                                  | drzeworyżak dziuplowy   | gatunek monotypowy | większość Boliwii, północny Paragwaj i zachodnie-środkowa Brazylia | DC: 12–17 cm DO: 14,4–18 cm MC: 48–120 g         | LC          |
|         | Oecomys sydandersoni   | Carleton, L.H. Emmons & Musser, 2009                                               | drzeworyżak szarogłowy  | gatunek monotypowy | Boliwia (drzewiaste wyspy na otwartej sawannie (Beni i Santa Cruz)) | DC: 10,9–16,6 cm DO: 11,5–14,5 cm MC: 30–57 g    | NE          |
|         | Oecomys franciscorum   | Pardiñas, Teta, Salazar-Bravo, Myers & Galliari, 2016                              |                         | gatunek monotypowy | południowo-środkowa Brazylia (Mato Grosso do Sul) i północno-wschodnia Argentyna (Formosa i Chaco); prawdopodobnie wschodni Paragwaj                                                | DC: 13,9–15,1 cm DO: 16,6–17,6 cm MC: 60–80 g    | NE          |
|         | Oecomys catherinae     | O. Thomas, 1909                                                                    | drzeworyżak nadrzeczny  | gatunek monotypowy | Brazylia (Mata Atlântica i formacja roślinna cerrado od Rio Grande do Norte, na południe do Santa Catarina)                                                                         | DC: 12,1–13,9 cm DO: 14,3–16,5 cm MC: 47–71 g    | LC          |
|         | Oecomys cleberi        | Locks, 1981                                                                        | drzeworyżak samotny     | gatunek monotypowy | Brazylia (lasy łęgowe w południowej części cerrado) | DC: 8,3–11,7 cm DO: 8–12,3 cm MC: brak danych    | DD          |

Kategorie IUCN:  LC  – gatunek najmniejszej troski,  DD  – gatunki o nieokreślonym stopniu zagrożenia;  NE  – gatunki niepoddane jeszcze ocenie.